# Golf de Mogador
De Golf de Mogador is een golfcomplex in Marokko met twee 18-holes golfbanen, ontworpen door Gary Player.
Mogador is een terrein van 580 hectare dat aan de westkant begrensd wordt door de Atlantische Oceaan en aan de noord- en oostkant door de Oued Igrounzar, een brede rivier waar weinig water in staat. Aan de andere kant van de rivier ligt Essaouira. Door het gebied lopen enkele straten waar huizen gebouwd zijn. waarvan de meest uitzicht op de baan hebben.
De eerste golfbaan werd geopend in juli 2009. Tien weken later werd de Mogador Classic gespeeld, waarbij Gary Player een golfclinic gaf. In 2010 werden de tweede baan en het clubhuis geopend.

## Toernooien
- In november 2009 werd de Mogador Classic gespeeld. Gary Player was daarbij aanwezig.
- In 2010 werd het Open Mogador gespeeld als onderdeel van de Alps Tour. Winnaar was Lawrence Dodd met een score van -17.[1]
- In 2011 en 2012 werd het Open Mogador gespeeld als onderdeel van de EPD Tour.

## Trivia
- Mogador is de Franse naam voor Essaouira, hetgeen een Arabische naam is.